# Zoológico de Taronga

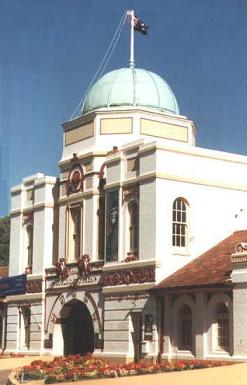
Entrada

O jardim zoológico de Taronga é o jardim zoológico da cidade de Sydney, Nova Gales do Sul, Austrália. Aberto oficialmente a 7 de Outubro de 1916, é localizado junto à costa da Baía de Sydney, nos subúrbios de Mosman. O zoológico é gerido pelo Zoological Parks Board of New South Wales sob o nome Taronga Conservation Society, juntamente com o Taronga Western Plains Zoo de Dubbo.
Está dividido em 8 regiões zoogeográficas, e possui mais de 2.600 animais em 21 hectares, tornando-o um dos maiores do seu tipo.